# Glendora (Metro de Los Ángeles)
Glendora es una estación bajo construcción en la línea A del Metro de Los Ángeles y es administrada por la Autoridad de Transporte Metropolitano del Condado de Los Ángeles. La estación se encuentra localizada en Glendora, California. Es la primera estación en la extensión Foothill en el valle de San Gabriel del condado de Los Ángeles. Esta programada la inauguración para el 9 de septiembre de 2025.

## Servicios
- Foothill Transit